# Mika Vember
Mika Vember (* 2. Mai 1979 als Michaela Koglbauer in Neunkirchen (Niederösterreich)) ist eine in Wien wohnhafte und wirkende Singer-Songwriterin und Multi-Instrumentalistin.

## Werdegang
Ihre ersten musikalischen Versuche unternahm Mika Vember – damals noch unter ihrem bürgerlichen Namen Michaela Koglbauer – während der Schulzeit als Sängerin und Gitarristin einer lokalen Rockband. 
Während ihres Studiums (Literatur und Kommunikationswissenschaften) wurde  sie vom deutschen Medienwissenschaftler Bernward Wember zu ihrem Künstlernamen inspiriert – und entwickelte ihren eigenen musikalischen Stil, in dem Musikkritiker Ähnlichkeiten mit Chrissie Hynde, Tom Waits, Ani DiFranco und Jolie Holland erkennen. Ihre durchwegs englischsprachigen und vielfältig arrangierten Lieder schreibt Mika Vember in der Tradition anglo-amerikanischer Singer-Songwriter. 
Von 2006 bis 2008 war Mika Vember als Sängerin und Percussionistin Mitglied der Indie-Pop-Formation Clara Luzia.
2007 entstand ihre eigene Band. Mit ihr veröffentlichte sie noch im selben Jahr ihre erste CD Now or Now, produziert von Alexander Nefzger und Börn.
2008 schloss Mika Vember ihr Literaturstudium (Schwerpunkt: angloamerikanische Literatur) an der Universität Wien ab.
Als Percussionistin und Sängerin ist Mika Vember auch immer wieder an musikalischen Projekten Börns (Bernhard Moshammer) beteiligt. 
Im Juni 2009 veröffentlicht sie mit Börn die CD Fame & Success.
Im Oktober 2010 erschien ihre zweite CD Our Lady Of The Loops, die sie gemeinsam mit Alexander Nefzger produzierte.

## Würdigung
„Mika Vembers Musik ist eine einfache, aber nie simple, eine sehr klare Musik, die dadurch verblüfft, dass sie ihre logische Grammatik immer wieder neu und einen Tick anders einsetzt – und der Sängerin Mika hört man gerne, sehr gerne zu.“ Immer noch geben die 13 Songs auf Now or Now neue Aspekte preis, sparsam arrangiert und doch voller reicher Details. Ein Album, das ein Maximum leistet: Man kann und will damit Zeit verbringen. (Rainer Krispel / Augustin)

## Diskografie
- 2007 – Now or now
- 2008 – Vinyl Split Single (mit Clara Luzia)
- 2009 – Fame & Success (mit Börn)
- 2010 – Our Lady Of The Loops